# Kiyomi Kato
Kiyomi Kato (japonès: 加藤喜代美)  (Asahikawa, 8 de març de 1948) és un lluitador japonès, ja retirat, especialista en lluita lliure, que va competir durant les dècades de 1960 i 1970.
El 1972 va prendre part en els Jocs Olímpics d'Estiu de Munic, on guanyà la medalla d'or en la competició del pes mosca del programa lluita lliure.
En el seu palmarès també destaca una medalla de plata en els Jocs Asiàtics de 1966.